# Манагора
Манагора́ (рос. Манагора, башк. Манатау) — село у складі Іглінського району Башкортостану, Росія. Входить до складу Лемезинської сільської ради.
Населення — 46 осіб (2010; 54 в 2002).
Національний склад:
- білоруси — 46 %
- росіяни — 33 %